# Ulrike Hanneken-Deckert
Ulrike Hanneken-Deckert (* 13. September 1957 in Hamburg) ist eine deutsche Politikerin (SPD). Sie war von 2011 bis 2015 Mitglied der Hamburgischen Bürgerschaft.

## Berufliches und Privates
Nach dem Realschulabschluss 1974 absolvierte Hanneken-Deckert eine Ausbildung zur Erzieherin. Von 1977 bis 1989 leitete sie eine Kinder- und Jugendfreizeiteinrichtung. 1999 begann sie ein Fachhochschulstudium, das sie 2003 mit einem Diplom in Sozialpädagogik abschloss. Seit 2003 arbeitet sie im Kinder- und Jugendhilfebereich in Hamburg.
Hanneken-Deckert ist verheiratet, hat zwei Kinder und lebt in Hamburg-Rahlstedt.

## Politische Karriere
Bei der Bürgerschaftswahl in Hamburg 2011 trat Hanneken-Deckert im Wahlkreis Rahlstedt für die SPD an. Mit 3,6 Prozent der Stimmen gelang ihr der direkte Einzug in das Parlament. Seit dem 7. März 2011 ist sie somit Mitglied der Hamburgischen Bürgerschaft. Bei der Bürgerschaftswahl 2015 kandidierte sie erneut im Wahlkreis Rahlstedt, konnte jedoch kein Mandat erringen.